# ベッヒャー派
ベッヒャー派 (ベッヒャーは、Becher-Schule) とは、1976年から、デュッセルドルフ美術アカデミーにてベルント＆ヒラ・ベッヒャーが指導した写真家集団。

## 概要
アンドレアス・グルスキー、トーマス・シュトゥルート、トーマス・ルフ、カンディダ・ヘーファー等がいる。
「タイポロジー（類型学）」と呼ばれるコンセプトをした作品が多い。